# Nabucco-Pipeline

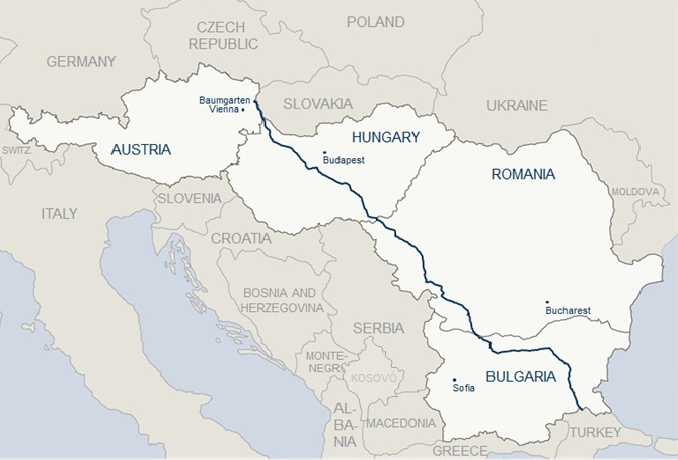
Detaillierte Route der Nabucco-West-Pipeline

Die Nabucco-Pipeline war ein im Jahr 2002 initiiertes und 2013 erfolglos beendetes Projekt für den Bau einer Pipeline, die Erdgas aus Aserbaidschan bis nahe an das österreichische Baumgarten an der March führen sollte, wo das zentrale Verteilerzentrum der OMV für Erdgas liegt. Nachdem im Jahr 2012 Aserbaidschan und die Türkei eine Vereinbarung über die Transanatolische Pipeline schlossen, wurde das Projekt auf „Nabucco-West“ reduziert. Das Erdgas sollte von „Nabucco-West“ an der bulgarisch-türkischen Grenze übernommen werden, wo ein Abzweig der Südkaukasus-Pipeline bestanden hätte und durch Bulgarien, Rumänien und Ungarn nach Baumgarten transportiert werden. Obwohl die EU das Projekt seit 2002 stark unterstützte, gab es unter den beteiligten Staaten keine Einigkeit. Als 2013 das Schah-Denis-Konsortium beschloss, mit der Transadriatischen Pipeline (TAP) die Türkei und Süditalien via Griechenland und Albanien zu verbinden, wurde dieses Projekt schließlich eingestellt.

## Geschichte
Initiiert wurde das Projekt im Jahr 2002 durch die österreichische OMV AG. Eigentümer sind neben der OMV Gas & Power GmbH die nationalen Gesellschaften FGSZ (hundertprozentige Tochtergesellschaft der MOL) aus Ungarn, Transgaz aus Rumänien, Bulgargaz-Holding EAD aus Bulgarien und BOTAŞ Petroleum Pipeline Corporation aus der Türkei. Die Entscheidung für einen weiteren sechsten Partner ist im Februar 2008 auf RWE aus Deutschland gefallen. Der entsprechende Vertrag wurde am 5. Februar 2008 in Wien unterzeichnet. Bis dahin hielt jeder der Beteiligten einen Anteil von 20 % an der Nabucco Gas Pipeline International GmbH; seitdem sind es jeweils 16,67 % pro Anteilseigner. Für die Anteilseigner RWE und OMV war der ehemalige Bundesaußenminister Joschka Fischer als politischer Berater für das Projekt tätig.
Nach dem ersten Treffen des Konsortiums gingen die Teilnehmer in die Wiener Staatsoper, um sich Giuseppe Verdis Oper „Nabucco“ anzusehen. Beim anschließenden Abendessen stimmten die Anwesenden bei ihrer Suche nach einem Namen für ihr Projekt für Nabucco.

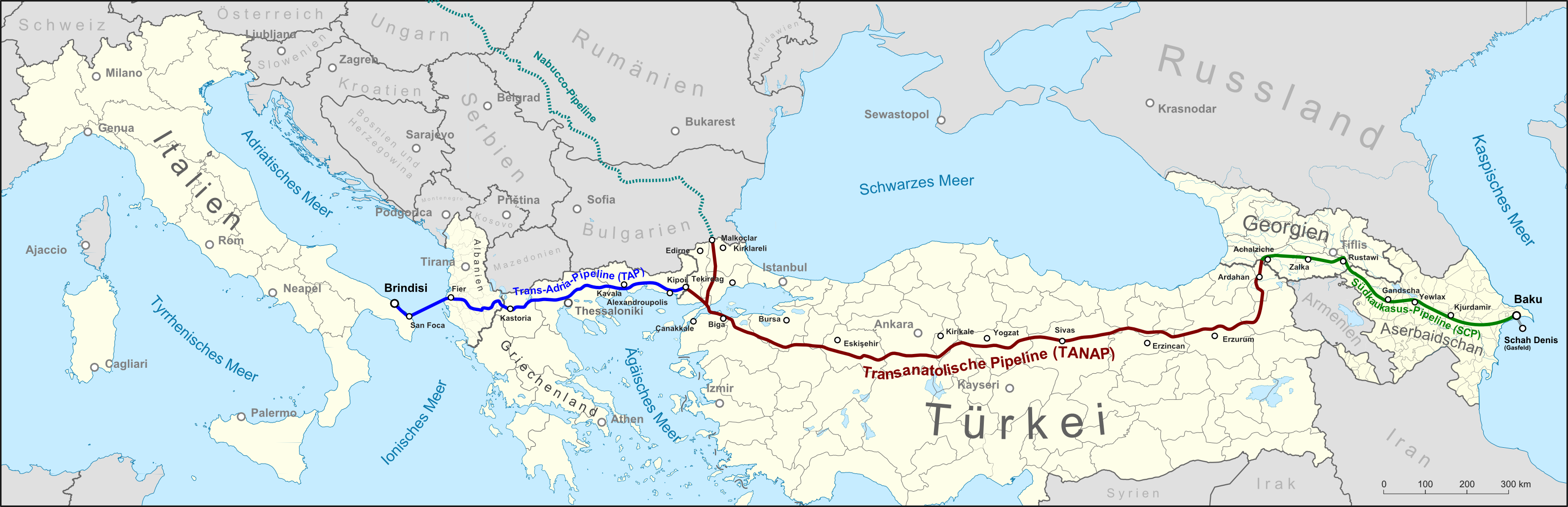
Geplante Gas-Pipelines: Nabucco-West in gestrichelter Linie (Stand: Dezember 2014)

Nach dem russisch-ukrainischen Gasstreit wollte die Europäische Union den Bau der Nabucco-Pipeline zügig vorantreiben. Bei einer internationalen Konferenz zum Pipeline-Projekt am 27. Januar 2009 in Budapest sprach sich auch der tschechische Regierungschef und EU-Ratspräsident, Mirek Topolánek, für eine zügige Vereinbarung der Regierungen der beteiligten Staaten aus. Der Präsident der Europäischen Investitionsbank Philippe Maystadt erklärte, sein Institut könne etwa 25 Prozent der benötigten 7,9 Milliarden Euro für das Projekt bereitstellen. Der Präsident der Europäischen Bank für Wiederaufbau und Entwicklung würde eine Beteiligung ebenfalls prüfen.
Am 13. Juli 2009 unterzeichneten Regierungsvertreter der fünf beteiligten Staaten in der türkischen Hauptstadt Ankara das Abkommen über den Bau der Pipeline. Die Beteiligten verpflichteten sich u. a., die Durchleitung von Erdgas nicht zu behindern. Lieferunterbrechungen wie im Gasstreit sollten damit verhindert werden.
Im Mai 2011 bestätigte EU-Energiekommissar Günther Oettinger eine deutliche Kostensteigerung bei der geplanten Gaspipeline Nabucco; deren Kosten würden von bis dahin veranschlagten 7,9 Milliarden auf 12 bis 15 Milliarden Euro steigen. Das Konsortium bezeichnete diese Zahlen im Juni 2011 als Spekulation, gab jedoch bekannt, dass die voraussichtliche Fertigstellung der Pipeline sich um weitere zwei Jahre bis 2017 verzögern werde.
Am 8. Juni 2011 unterschrieben die Nabucco Gas Pipeline International GmbH und die verantwortlichen Ministerien der einzelnen Transitländer sog. Project Support Agreements (PSAs). Die Hauptaufgaben der PSAs sollten die Sicherung eines stabilen Transitregimes im Sinne des EU-Gesetzes, der Schutz der Nabucco-Pipeline vor benachteiligenden Gesetzesänderungen und die Unterstützung der Behörde und des Gesetzgebers für die weitere Durchführung des Projekts sein. Die PSAs und die zwischenstaatliche Vereinbarung sind nach wie vor in allen Transitländern gültig, auch für Nabucco-West.
Obwohl der endgültige Baubeschluss für das Jahr 2011 erwartet wurde, bezeichneten Stephan Kohler, Chef der Deutschen Energie-Agentur (Dena), und Claudia Kemfert, Energieexpertin des Deutschen Instituts für Wirtschaftsforschung (DIW), im Oktober 2011 bei einer Videokonferenz mit russischen Energiefachleuten das Projekt als gescheitert. Der Vorsitzende des Lenkungsausschusses sah weiterhin „gute Chancen für die Umsetzung“ und kündigte für Juli 2012 eine Entscheidung über Gaslieferungen durch die Betreiber des Shah-Deniz-Gasfelds in Aserbaidschan an.
Im Dezember 2011 wurde Worley Parsons von der Nabucco Gas Pipeline International GmbH zum neuen Generalingenieur ernannt, nachdem dieser Posten Anfang Januar 2008 an das britische Unternehmen Penspen vergeben worden war.
Im Januar 2012 bekam der TÜV Nord den Auftrag, EPC-Vertragspartner für Planung, Beschaffung und Bau zu suchen und die involvierten Unternehmen bei der Erstellung der Präqualifikationsunterlagen zu beraten.
Im Mai 2012 erklärte ein Sprecher von BP, dass es die Pipeline in der ursprünglich geplanten Form auf keinen Fall geben werde. Nach Angaben des BP-Managers Conn ist die Pipeline mit 31 Mrd. Kubikmetern zu groß, so dass 20 Milliarden leerstünden und von RWE oder der EU subventioniert werden müssten.
Im Mai 2012 legte das Nabucco-Konsortium dem Shah-Deniz-Konsortium ein Angebot für „Nabucco-West“ vor, eine gegenüber dem Ursprungskonzept verkürzte Pipeline-Variante. Am 28. Juni 2012 erhielt dieses auf die Strecke ab der türkisch-bulgarischen Grenze reduzierte Projekt den Zuschlag vom Shah-Deniz-Konsortium für die Route durch Südost- und Osteuropa. Für den Gastransport innerhalb der Türkei war die Transanatolische Pipeline (TANAP) vorgesehen. Das von BP initiierte Konkurrenzprojekt „South East Europe Pipeline“ (SEEP) war damit genau wie die Ursprungsversion der Nabucco-Pipeline ausgeschieden. Eine Entscheidung zwischen Nabucco-West und der Transadriatischen Pipeline (TAP), die über Griechenland durch die Adria nach Italien verläuft, wurde für Juni 2013 angekündigt.
Im Januar 2013 unterzeichneten alle Nabucco-Anteilseigner einen Vertrag über Zusammenarbeit und Aktienoptionen mit dem Shah-Deniz-Konsortium. Dieser besagt, dass BP, Total, Statoil und SOCAR nach der positiven Entscheidung für Nabucco-West insgesamt 50 % der Anteile an Nabucco erwerben können.
Anfang März 2013 verkaufte die RWE ihre Nabucco-Anteile an die OMV, die beabsichtigte, diese weiterzugeben. Das Projekt wird neben der OMV noch von Energieunternehmen aus Bulgarien, Ungarn, Rumänien und der Türkei getragen.
Ende Mai 2013 wurde bekanntgegeben, dass der französische Energieversorgungskonzern GDF Suez einen Aktienkaufvertrag mit der OMV unterschrieben habe, der besagt, dass GDF Suez einen Anteil an Nabucco von zirka 9 % übernehmen werde.
Ende Juni 2013 kam das Aus für das Projekt, da sich Aserbaidschan für das Konkurrenzprojekt TAP entschieden hatte. Allerdings gab die OMV bekannt, dass sie die Alternative prüfe, die Leitung vom Schwarzen Meer bis nach Österreich im Alleingang zu bauen und für den Transport von selbst gefördertem Gas zu nutzen. Die Planungskosten in Höhe von etwa 50 Millionen Euro wären in diesem Fall nicht verloren.

## Hintergrund
Hintergrund des Projekts war der politische Wunsch der EU nach einer Diversifizierung der Erdgasquellen, vor allem um die Vormachtstellung des Hauptlieferanten Gazprom zu begrenzen; Russland lieferte 2010 knapp 25 Prozent des europäischen Gasbedarfs. Die EU verbrauchte 2007 rund 475 Milliarden Kubikmeter Erdgas. 2012 wurde der Bedarf bis 2030, basierend auf Schätzungen der Europäischen Kommission, im ungünstigsten Fall (Nicht-Realisierung der eigenen Klima- und Energieeffizienz-Ziele) mit zirka 575 Milliarden Kubikmeter angegeben. Dem gegenüber steht eine sinkende Eigenproduktion in Europa selbst. Der Importbedarf der EU wird deshalb in dem angegebenen Zeitraum voraussichtlich stark anwachsen. Daher ist die Erschließung neuer Erdgasquellen ein wichtiger Beitrag zur Energieversorgungssicherheit Europas.
Außerdem hätte die Pipeline auch eine Diversifizierung der Gastransportwege – bei Umgehung von Russland und der Ukraine – bewirkt. Gas von Nabucco-West sollte 50 % des Gasbedarfs von Österreich, Ungarn, Rumänien und Bulgarien abdecken und dabei Diversifizierung hervorrufen und den Wettbewerb befördern, insbesondere in Südosteuropa und auf dem Balkan, wo seit langem eine hohe Abhängigkeit von einzelnen Anbietern (z. B. Gazprom) herrscht.
Die Pipeline sollte die EU mit den kaspischen Erdgasvorkommen verbinden (möglicherweise auch mit turkmenischen, ägyptischen und irakischen) und so neue Gasquellen für Europa erschließen. Im EU-Programm Transeuropäische Netze gilt die Pipeline als eines der fünf wichtigsten Vorhaben beim Ausbau des europäischen Energieleitungsnetzes und wurde daher im Jahr 2013 als "Project of Common Interest" nominiert. Ursprünglich sollte die Pipeline im Osten der Türkei beginnen, ihre Trasse wurde jedoch mehrfach reduziert und sah zuletzt als Nabucco-West die türkisch-bulgarische Grenze als Startpunkt vor.
Das ursprüngliche Nabucco-Projekt sollte zirka 15 Milliarden Euro kosten, die zu einem Drittel durch das Betreiberkonsortium selbst, zu zwei Dritteln durch Kredite aufgebracht werden sollten. Die Kosten der Nabucco-West-Pipeline sind nicht offiziell bekannt gegeben worden, aufgrund der kürzeren Route sollten sie aber wesentlich geringer ausfallen.
Der Baubeginn wurde mehrfach verschoben. Der Bau der Pipeline sollte (so der letzte Stand) 2015 beginnen und 2019 abgeschlossen sein.
Am 26. Juni 2013 teilte die OMV ad hoc mit, dass das internationale Gasquellen-Konsortium Shah Deniz II kein Gas über die Nabucco transportieren werde. Stattdessen hat offenbar die Transadriatische Pipeline (TAP) den Zuschlag erhalten. Nabucco gilt damit insgesamt als gescheitert. Der Zuschlag zur kostengünstiger zu bauenden (jedoch in Süditalien endenden) TAP war eine wirtschaftliche Entscheidung, auch um Albanien, Kroatien, Bosnien-Herzegowina besser beliefern zu können. OMV-Boss Gerhard Roiss: „Das offizielle Argument gegen Nabucco war der bessere Preis auf den Erdgas-Märkten in Süditalien und Griechenland. Inwiefern es sich hier um ein Feigenblatt für politische Argumente handelt, kann ich nicht beurteilen.“

## Route

Die ursprünglich geplante Route der Nabucco-Pipeline

Die ursprünglich geplante, 3900 Kilometer lange Route der Pipeline führte von der türkisch-georgischen Grenze nach Baumgarten an der March in Österreich. Im Mai 2012 legte das Nabucco-Konsortium dem Shah-Deniz-Konsortium ein Angebot für „Nabucco West“ vor, in dem eine verkürzte Variante der Pipeline vorgestellt wurde. Diese Variante hätte das Gas von der bulgarisch-türkischen Grenze durch Bulgarien, Rumänien und Ungarn über eine Distanz von insgesamt 1329 Kilometern nach Baumgarten in Österreich transportiert. Über den dortigen Central European Gas Hub hätte das Gas theoretisch in alle anderen europäischen Länder weitertransportiert werden können.
| Land       | Kilometer |
| ---------- | --------- |
| Bulgarien  | 424       |
| Rumänien   | 475       |
| Ungarn     | 383       |
| Österreich | 047       |

Ende Juni 2012 gab das Shah-Deniz-Konsortium bekannt, dass es sich für Nabucco-West als bevorzugte Pipelineroute nach Zentraleuropa entschieden habe. Der Prozess der Umweltgenehmigungsverfahren wurde für Ungarn im August 2012 und für Bulgarien im Mai 2013 abgeschlossen. Seit Januar 2013 war die technische Vorplanung (Front-end engineering design) im Gange, an der die italienische Firma Saipem arbeitete.

## Betrieb
Als Logistikprojekt sollte Nabucco West die technische und logistische Infrastruktur für Gastransporteure („shippers“) bieten, aber selbst kein Gas kaufen. Die Gastransporteure hätten also selbst entscheiden müssen, woher sie das Gas beziehen wollen, und auch die entsprechenden Lieferverträge abschließen müssen. Die Nabucco-Gesellschaft ihrerseits sollte Transportverträge mit den entsprechenden Transportkunden abschließen.
Nabucco-West war in einer Länge von zirka 1.329 km und einem Durchmesser von zirka 1,22 m geplant. Für die dafür verlegten Rohre wären insgesamt rund 770.000 Tonnen Stahl nötig gewesen.
Nach Beendigung der ersten Bauphase sollte nach den Plänen der Nabucco Gas Pipeline International GmbH mit einer Anfangslieferkapazität von jährlich acht bis zehn Milliarden Kubikmetern begonnen werden. Der Markt sollte in weiterer Folge die Ausbaugeschwindigkeit auf die maximale technische Kapazität von rund 23 Milliarden Kubikmeter pro Jahr mitentscheiden.
Die ersten Lieferungen sollten aus Aserbaidschan kommen, darüber hinaus bestanden keinerlei Lieferzusagen. Da Aserbaidschan Ende Juni 2009 jedoch einen Teil seiner Gasreserven (speziell aus dem größten Shah-Deniz-Gasfeld) an Russland verkauft hatte, waren die Chancen der Realisierung Nabuccos gesunken. Nach Meinung der Experten hätte Aserbaidschan nur noch 4 Milliarden der nötigen zirka 30 Milliarden Kubikmeter beisteuern können. Nach Meinung einiger Analysten könnte die Gasproduktion in Aserbaidschan bis 2040 aber auf bis zu 60 Milliarden Kubikmeter pro Jahr ansteigen.
In der Diskussion war zudem die Einspeisung von turkmenischem, irakischem und vor allem iranischem Gas, dessen baldige Verfügbarkeit jedoch fraglich ist. Dabei handelt es sich zudem überwiegend um politisch instabile Regimes, mit denen, wie im Falle Irans, eine Kooperation aus politischen Gründen derzeit kaum möglich scheint. Hinzu kommt, dass Turkmenistan große Mengen seiner künftigen Förderung bereits Russland und China vertraglich zugesichert hat. Der turkmenische Präsident bezeichnete die Reserven seines Landes zwar als groß genug, um alle Interessenten zu bedienen; Experten sind sich da jedoch nicht so sicher. Im Mai 2013 sagte der türkische Präsident Abdullah Gül, dass die Türkei bereit sei, Gas aus Turkmenistan nach Europa zu bringen und den Bau einer alternativen Pipeline zu unterstützen.

## Unternehmen
| Überschrift                          | Firmensitz | Anteil |
| ------------------------------------ | ---------- | ------ |
| BEH                                  | Bulgarien  | 20 %   |
| BOTAŞ                                | Türkei     | 20 %   |
| MOL (über FGSZ Földgázszállító Zrt.) | Ungarn     | 20 %   |
| OMV                                  | Österreich | 20 %   |
| Transgaz                             | Rumänien   | 20 %   |

## Position der Türkei
Die Türkei sah in Nabucco ein willkommenes Instrument, um ihre EU-Mitgliedschaft zu forcieren. Der türkische Ministerpräsident Recep Tayyip Erdoğan forderte im Januar 2009 die Beschleunigung der EU-Beitrittsverhandlungen und brachte diese erstmals direkt mit Nabucco in Verbindung. Im Falle des Scheiterns der Verhandlungen betrachte die Türkei das Projekt Nabucco als „gefährdet“.
Um die Auslastung der Pipeline und dadurch die Versorgung Europas mit Erdgas sicherstellen zu können, betrieb insbesondere die Türkei die Akquise von zusätzlichen Lieferländern. So setzte sie sich u. a. für Iran und das Emirat Katar als zusätzliche Lieferanten ein und nutzte dabei ihre nachbarschaftlichen Kontakte im Nahen Osten.
Im Dezember 2011 unterzeichneten die Türkei und Aserbaidschan ein „Memorandum of Understanding“ für die Entwicklung einer Transanatolischen Pipeline (TANAP), die von der georgisch-türkischen Grenze bis zur türkisch-bulgarischen Grenze führen soll und seit März 2015 im Bau ist. Ebenfalls Ende 2011 unterzeichneten die Türkei und Gazprom-Vertreter ein Abkommen über die Baugenehmigung der South-Stream-Pipeline, die nicht realisiert wurde. Das Projekt wurde Anfang Dezember 2014 eingestellt.
Im März 2013 unterzeichneten TANAP und Nabucco ebenfalls ein „Memorandum of Understanding“ und vereinbarten offiziell die Zusammenarbeit an der Entwicklung des südlichen Gaskorridors.